# Porphyria's Lover (album)
Porphyria's Lover is een album van de Britse band PenKnifeLoveLife. Het album kwam uit in 2006 bij Smalltown Records. Nummers 1 en 2 werden opgenomen in de Mighty Atom Studios in Swansea, Wales, Groot-Brittannië. Nummers 3, 4 en 5 werden opgenomen bij Greenwood Studio in Cannock, Groot-Brittannië. De distributie van het album werd gedaan door Pro Sonic en Plastic Head.
Alle nummers werden gemixt door Nick Hemingway.

## Nummers
1. Porphyria's Lover
2. It's 2AM And I Saw Her Body Cavort The Lake Bed
3. There's Nothing More Romantic Than Watching The World Die (Greenwood)
4. Porphyria's Lover (Greenwood)
5. It's 2AM And I Saw Her Body Cavort The Lake Bed (Greenwood)